# Joseph Droz
François Xavier Joseph Droz, född 31 december 1773, död 9 november 1850, var en fransk moralfilosof.
Bland Droz arbeten märks Oeuvres morales (2 band, 1826) och Pensées sur le christianisme (1844).